# Guu Jin-Shoei
Guu Jin-Shoei (Ku Chin-shui, né le 15 janvier 1960 à Hualien et mort le 25 mai 2016) est un athlète taïwanais, spécialiste du décathlon.

## Biographie
Il est membre du peuple Amis.
Il remporte la médaille d'or du décathlon lors des championnats d'Asie 1985, à Djakarta.
Il a été mis en cause en 1999 puis innocenté dans l'accident du Vol 873 Uni Air, où il avait remis à son neveu des bouteilles de liquide hautement inflammable à transporter qui ont causé un incendie lors de l'atterrissage.

### Palmarès
| Date | Compétition         | Lieu         | Résultat | Épreuve          | Performance |
| ---- | ------------------- | ------------ | -------- | ---------------- | ----------- |
| 1983 | Championnats d'Asie | Koweït       | 2e       | Saut à la perche | 4,80 m      |
| 1983 | Championnats d'Asie | Koweït       | 2e       | Décathlon        | 7 438 pts   |
| 1985 | Championnats d'Asie | Djakarta     | 1er      | Décathlon        | 7 538 pts   |
| 1987 | Championnats d'Asie | Singapour    | 3e       | Saut à la perche | 5,10 m      |
| 1989 | Championnats d'Asie | New Delhi    | 3e       | Saut à la perche | 5,20 m      |
| 1990 | Jeux asiatiques     | Pékin        | 2e       | Décathlon        | 7 623 pts   |
| 1991 | Championnats d'Asie | Kuala Lumpur | 3e       | Saut à la perche | 5,10 m      |

### Records
| Épreuve   | Performance | Lieu  | Date              |
| --------- | ----------- | ----- | ----------------- |
| Décathlon | 7 623 pts   | Pékin | 29 septembre 1990 |